# Williton (stacja kolejowa)
 Williton – stacja kolejowa w miejscowości Williton w hrabstwie Somerset w Wielkiej Brytanii. Obecnie stacja przelotowa zabytkowej kolei West Somerset Railway. Stacja jest jedną z dwóch mijanek na trasie. Przy stacji znajduje się punkt naprawy lokomotyw spalinowych grupy Diesel and Electric Preservation Group.